# Younis al-Qadi
Muhammad Younis al-Qadi (arabisch محمد يونس القاضي, DMG Muḥammad Yūnus al-Qāḍī; * 1. Juli 1888 in Asyut; † 1969 in Kairo) war ein ägyptischer Gelehrter und Dichter. Bekannt ist er als Verfasser der ägyptischen Nationalhymne Biladi, Biladi, Biladi.

## Leben
Younis al-Qadi kam 1888 im Dorf Nakhila auf die Welt. Er wurde 19 Mal festgenommen. Einmal von den Briten, da seine Lieder bei den Demonstrationen gegen die britische Vorherrschaft über Ägypten gesungen wurden. 1917 freundete sich al-Qadi mit Sayed Darwish an. Gemeinsam komponierten sie zahlreiche Lieder, darunter das 1979 zur ägyptischen Nationalhymne erhobene Lied Biladi, Biladi, Biladi. al-Qadi wurde dabei von einer Rede des berühmten ägyptischen Politikers Mustafa Kamil inspiriert. Die Annahme als Hymne Ägyptens geschah 1979 anlässlich des Friedensvertrags mit Israel, da die bisherige Nationalhymne Walla Zaman Ya Selahy durch eine friedlich klingende ersetzt werden sollte.
| Personendaten    | Personendaten                                  |
| ---------------- | ---------------------------------------------- |
| NAME             | Qadi, Younis al-                               |
| ALTERNATIVNAMEN  | Qadi, Muhammad Younis al- (vollständiger Name) |
| KURZBESCHREIBUNG | ägyptischer Gelehrter und Dichter              |
| GEBURTSDATUM     | 1. Juli 1888                                   |
| GEBURTSORT       | Asyut                                          |
| STERBEDATUM      | 1969                                           |
| STERBEORT        | Kairo                                          |